# L Velorum
L Velorum (L Vel) es una estrella de magnitud aparente +5,03 situada en la constelación de Vela.
Se encuentra a 894 ± 47 años luz de distancia del sistema solar.
L Velorum es una caliente subgigante azul de tipo espectral B1.5IV con una temperatura superficial de 22.675 K.
Su luminosidad es casi 6000 veces superior a la del Sol.
Tiene un diámetro unas 6,2 veces más grande que el diámetro solar y gira sobre sí misma con una velocidad de rotación proyectada de 207 km/s, más de 100 veces más deprisa que el Sol.
Su masa, por encima de las 9 masas solares, la sitúa en el límite que separa aquellas estrellas que acaban su vida explosionando como supernovas, de aquellas que, de forma menos violenta, se extinguen como enanas blancas masivas.
L Velorum es una estrella fugitiva, es decir, se mueve a través del espacio a gran velocidad en comparación con las estrellas de su entorno.
En concreto, la velocidad espacial de L Velorum respecto a la rotación de la galaxia es de 32,1 km/s.
Se ha constatado que en el pasado —hace entre 2 y 10 millones de años—, la estrella ocupó el mismo espacio que el cúmulo abierto IC 2602.
Se piensa que su condición de estrella fugitiva es el resultado de la explosión como supernova de una de las componentes de un sistema binario; en muchos casos, tras la explosión, el sistema binario permanece como tal, pero en otros casos la explosión imprime una gran velocidad a la estrella acompañante, como pudo ser el caso de L Velorum.
En general, este tipo de estrellas fugitivas rotan a gran velocidad y su edad cinemática —desde que la estrella fue expelida del sistema— es inferior a la del grupo de origen.
L Velorum cumple esta última condición, ya que su edad de 14,1 ± 2,3 millones de años es inferior a la del cúmulo IC 2602 (25 millones de años).